# 市川市立南行徳中学校
市川市立南行徳中学校（いちかわしりつみなみぎょうとくちゅうがっこう）は、千葉県市川市にある公立の中学校。

## 沿革
- 1985年（昭和60年）･･･ 市川市立福栄中学校より分離発足、開校式挙行。市福祉教育推進指定校（当年及び翌年度）。
- 1986年（昭和61年）･･･ 校歌発表会実施。県生徒指導推進地域指定校（当年及び翌年度）。
- 1989年（平成元年）･･･ 市保健体育研究指定校（当年より3年間）。第28回全国学校体育研究発表大会会場校。
- 1991年（平成3年）･･･ 市指定保健体育公開研究発表。
- 1994年（平成6年）･･･ NHK全国学校音楽コンクール全国コンクール金賞、全日本合唱コンクール全国大会金賞・文部大臣奨励賞受賞。
- 2000年（平成12年）･･･ 県生徒指導推進地域指定（当年及び翌年度）。
- 2001年（平成13年）･･･ 県適応指導教室推進校指定。
- 2003年（平成15年）･･･ 市福祉教育推進指定校。
- 2007年（平成19年）･･･ 葛南地方技術教育センターに指定。
- 2011年（平成23年）･･･ こども音楽コンクール中学校重唱の部 文部科学大臣奨励賞。[1]

## 交通
- 南行徳駅より徒歩10分[2]。

## 著名な出身者
- 黒川和伸（指揮者）
- 中井亜美（フィギュアスケート）

## 部活動
- 合唱部
- 剣道部
- サッカー部
- 吹奏楽部
- ソフトボール部
- 卓球部
- バスケットボール部
- バドミントン部
- バレーボール部
- 美術部
- 野球部

となっている
なお過去には陸上部、水泳部が存在した。